# Lope García de Castro
Lope García de Castro (Villanueva de Valdueza, 1516 – Madrid, 1576) fu un amministratore coloniale spagnolo, membro del Consiglio delle Indie e delle Audiencia di Panama e Lima. Dal 2 settembre 1564 al 26 novembre 1569 fu viceré del Perù ad interim.

## Biografia
Nel 1563 fu inviato a Panama dal Consiglio delle Indie, con l'obbiettivo di far chiudere l'Audiencia del Guatemala unendone il territorio a quella di Panama. Salpò dalla Spagna l'8 ottobre 1563 arrivando a Panama nel 1564. Fu governatore di Panama prima di trasferirsi a Lima.
Nel febbraio del 1564 il viceré peruviano Diego López de Zúñiga morì all'improvviso, o fu ucciso. Il presidente della Audiencia di Lima, Juan de Saavedra, rimase viceré ad interim. García de Castro fu nominato governatore, capitano generale e presidente della Audiencia. Fu in effetti anche viceré ad interim. Giunse a Lima il 22 settembre 1564, restando in carica fino al 1569.
Gli indiani locali si tramandavano una tradizione orale secondo la quale sarebbero esistite due isole nel Pacifico, chiamate Hahuachimbi e Ninachumbi. Queste mitiche isole catturarono l'attenzione degli spagnoli del Perù, e ancora prima di essere scoperte già venivano chiamate isole Salomone o isole dell'oro. Il viceré García de Castro decise di inviare una spedizione navale verso occidente, per capire se queste isole fossero reali. Scrisse a re Filippo II di Spagna che stava mandando il proprio nipote, Álvaro de Mendaña de Neira, con 100 uomini. La spedizione era composta da due navi. Scoprì l'esistenza dell'isola di Wake e delle isole Salomone.
Sospettò una cospirazione Inca in Cile ed Argentina. Dopo aver trovato alcune prove, ordinò di confiscare agli indiani tutte le armi da fuoco ed i cavalli.
Nel 1567 fu organizzato una spedizione guidata da Martín Ruiz de Gamboa, con l'obbiettivo di conquistare l'isola di Chiloé (in Cile). Ruiz incontrò poca resistenza. In onore del viceré fondò la città di Castro.
Il 21 agosto 1565 re Filippo istituì una zecca reale a Lima, su richiesta del precedente viceré Diego López de Zúñiga, ma la sua esistenza fu breve.